# Siworogi
Siworogi – wieś na Ukrainie w rejonie lwowskim (wcześniej w rejonie przemyślańskim) należącym do obwodu lwowskiego.

## Historia
W 1931 we wsi zagród było 79 a mieszkańców 433.
W 1944 i 1945 nacjonaliści ukraińscy zamordowali 14 osób narodowości polskiej.